# San José Santa Catarina
San José Santa Catarina är en ort i Mexiko.   Den ligger i kommunen Ixtacomitán och delstaten Chiapas, i den sydöstra delen av landet, 700 km öster om huvudstaden Mexico City. San José Santa Catarina ligger 47 meter över havet och antalet invånare är 117.
Terrängen runt San José Santa Catarina är huvudsakligen kuperad, men den allra närmaste omgivningen är platt. San José Santa Catarina ligger nere i en dal. Runt San José Santa Catarina är det ganska tätbefolkat, med 67 invånare per kvadratkilometer. Närmaste större samhälle är Teapa, 18,4 km nordost om San José Santa Catarina. Trakten runt San José Santa Catarina består till största delen av jordbruksmark.